# Team Vorarlberg
Team Vorarlberg is een Oostenrijkse wielerploeg. Vorarlberg is een continentaal team en neemt voornamelijk deel aan wedstrijden van de UCI Europe Tour.
De ploeg werd opgericht in 1999 onder de naam ÖAMTC Volksbank-Colnago. Sindsdien hebben er veel bekende en minder bekende renners gereden voor Volksbank, waaronder Michael Rasmussen - de man die meerdere keren de bolletjestrui in de Ronde van Frankrijk won. De renners van het team kwamen en komen voor het grootste deel uit Oostenrijk. Daarnaast rijden er nog enkele Duitsers en Zwitsers.
Thomas Kofler is de ploegmanager van Team Volksbank. 
In het verleden stond de ploeg bekend onder de namen ÖAMTC Volksbank-Colnago, Volksbank - Ideal, Volksbank - Ideal Leingruber, Team Vorarlberg en Team Volksbank. Sinds 2011 is de naam Team Vorarlberg. Tot 2010 was het team een Professional Continental Team, maar het raakte die status kwijt.

## Bekende (oud-)renners
| - Stefan Denifl (2006–2009) - Andreas Dietziker (2008-30/06/2010) - Gerrit Glomser (2006-03/2009) - Jure Golčer (2003) - René Haselbacher (2009–30/06/2010) - David McCann (2002) | - Christian Pfannberger (2003) - Olaf Pollack (2008) - Michael Rasmussen (2001) - Sven Teutenberg (01/06/2006-2007) - Wim Van Huffel (2009) - René Weissinger (2003-2005 en 2007-....) |

## Seizoen 2014

### Transfers
| Inkomend           | Team 2013                        | Uitgaand          | Team 2014                             |
| ------------------ | -------------------------------- | ----------------- | ------------------------------------- |
| Robert Vrečer      | Euskaltel-Euskadi                | Remco Broers      | Parkhotel Valkenburg Continental Team |
| Fabian Schnaidt    | Champion System Pro Cycling Team | Luboš Pelánek     | Team Differdange-Losch                |
| Nicolas Baldo      | Atlas Personal-Jakroo            | Daniel Biedermann | Team Gourmetfein Simplon              |
| Grischa Janorschke | Nutrixxion-Abus                  | Florian Bissinger | WSA                                   |
| Tobias Wauch       | Neo                              | Maarten de Jonge  | Bike Aid-Ride for Help                |
| Adrien Chenaux     | Atlas Personal-Jakroo            |                   |                                       |
| Nicolas Winter     | Atlas Personal-Jakroo            |                   |                                       |

## Seizoen 2014

### Overwinningen 2014
| Datum    | Wedstrijd                  | Cat. | Winnaar         |
| -------- | -------------------------- | ---- | --------------- |
| 13 maart | 5e etappe Ronde van Taiwan | 2.1  | Fabian Schnaidt |
| 24 mei   | 2e etappe Paris-Arras Tour | 2.2  | Fabian Schnaidt |
| 17 juni  | 1e etappe Tour of Iran     | 2.1  | Fabian Schnaidt |
| 22 juni  | 6e etappe Tour of Iran     | 2.1  | Fabian Schnaidt |

### Team
| Naam               | Geboortedatum    | Nationaliteit |
| ------------------ | ---------------- | ------------- |
| Nicolas Baldo      | 10 juni 1984     | Frankrijk     |
| Adrian Chenaux     | 16 augustus 1991 | Zwitserland   |
| Andreas Hofer      | 8 februari 1991  | Oostenrijk    |
| Reinier Honig      | 28 oktober 1983  | Nederland     |
| Patrick Jäger      | 3 februari 1994  | Oostenrijk    |
| Grischa Janorschke | 30 mei 1987      | Duitsland     |
| Christoph Springer | 30 oktober 1985  | Duitsland     |
| Dennis Wauch       | 7 januari 1993   | Oostenrijk    |
| Tobias Wauch       | 1 april 1995     | Oostenrijk    |
| Nicolas Winter     | 15 februari 1989 | Zwitserland   |